# 와읍 분지

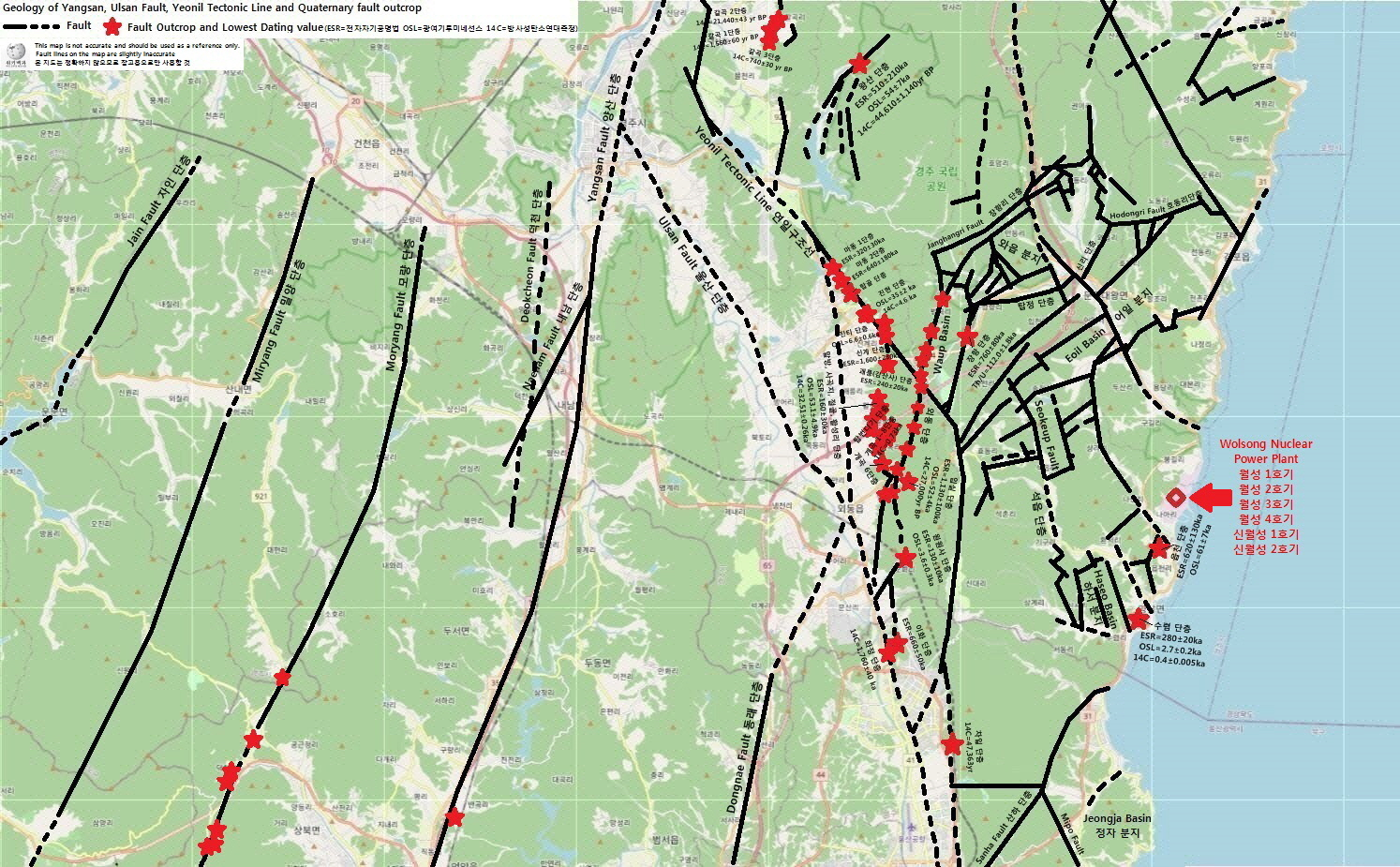
와읍 분지는 연일구조선 동쪽에 위치한다.

와읍 분지(臥邑 盆地, Waup Basin)는 대한민국 경상북도 경주시 문무대왕면 일대에 발달하는 신생대 제3기 마이오세의 퇴적 분지이자 지구대이다. 손문 외(2000)에 의해 최초로 확인된 이 분지는 북동 방향으로 길쭉한 형태를 가지며 그 길이는 약 12 km, 최대 폭은 약 3.5 km이다.

## 개요
와읍 분지는 경주시~포항시 일대에 분포하는 신생대 마이오세 퇴적분지들 중의 하나이며 마이오세의 퇴적암 지층으로 구성된다. 와읍 분지는 행정구역 상으로 경주시 문무대왕면 와읍리와 안동리, 법곡리, 장항리 일대에 분포한다. 와읍 분지는 북동부에서 같은 마이오세의 분지인 어일 분지와 단층으로 접하고 있으며 그 외의 지역에서는 고제3기 이전의 암석들과 단층으로 접하고 있다. 이 분지는 마이오세 전기에 북서-남동 방향으로 확장된 것으로 추정된다.
한반도 동남부 포항시와 경주시 일대에는 신생대 제3기 마이오세의 지층으로 구성된 포항 분지, 장기 분지, 와읍 분지, 어일 분지, 하서 분지, 정자 분지, 울산 분지 등이 분포한다. 이 퇴적분지들은 동해가 확장되던 마이오세에 한반도 동해안을 따라서 발생한 지각 변형으로 인해 형성된 단층 분지이다. 이들은 지리적으로는 인접해 있으나 대부분 분지 경계단층들에 의해 격리되거나 고립되어 있다.  
여러 고지자기 연구들에서는 퇴적분지 내 암석들의 잔류자기 편각의 다수가 시계방향으로 55°정도 편향되어 있음이 관찰되었다. 이러한 잔류 자기 편향현상은 동해의 확장으로 인해 한반도 남동 부에 우수향 단순전단(simple shear)이 작동되어 지괴의 수평회전운동이 발생하였음을 지시하며, 이곳 주요 단층들이 우수향 주향이동단층으로 활동함으로써 퇴적분지들이 당겨열림(pull-apart)에 의해 확장된 인리형 분지라는 것을 지시한다. 따라서 기존의 연구들은 한반도 남동부의 마이오세 지각 변형과 분지 확장이 양산 단층의 우수향 주향 이동 운동에 의해 주도된 것으로, 울산 단층이 제3기 분지의 발달 위치를 구획한 것으로 해석하였다.
그러나 양산 단층과 울산 단층 일대에서 실시된 일련의 고지자기 및 지질학적 연구에서는 이러한 견해에 강한 의문을 제기하며 마이오세 지각변형을 규제한 새로운 구조선(構造線)으로 연일구조선의 존재를 제안하였다. 이 견해에 따르면, 마이오세 분지 확장 당시에는 양산 단층이나 울산 단층의 활동이 미미했고 연일구조선이 동해의 확장으로 육지로 전파되어 오는 우수향의 전단력을 가장 서쪽에서 최종적으로 해소시키는 역할을 하였다. 김인수 외(1998)에 의해 최초로 명명된 연일구조선은 마이오세 퇴적분지에서 흔히 관찰되는 잔류 자기의 시계방향 편향이 사라지는 서쪽 한계선이다. 연일구조선에 의해 와읍 분지를 포함한 한반도 남동부에 분포하는 제3기 마이오세 퇴적 분지들은 연일구조선의 동쪽에만 분포한다. 또한 기존의 연구들은 양산단층을 비롯한 북북동 방향의 단층들이 퇴적 분지들을 확장시킨 주 변위대(PDZ: Principal displacement zone)인 것으로 대부분 해석하여 왔으나, 최근의 연구들은 분지들의 기하와 경계부의 특성 그리고 다양한 지질 구조 요소들의 기하와 운동학적 특성들을 분석하여 이곳 퇴적분지들의 확장이 북북동이 아니라 북북서 단층들의 주향 이동 운동에 의해 주도되었음을 보고하고 있다.

## 퇴적암
와읍 분지의 지질은 신생대 마이오세의 퇴적암으로 구성된다. 손문 외(2000)은 와읍 분지의 퇴적암을 밑에서부터 범곡리층군의 와읍리 응회암, 안동리층, 용동리 응회암, 범곡리 화산암류, 장기층군 어일층, 연일층군 송전층으로 구분하였다. 그러나 장태우 외(2007)는 기존 층서와 달리 와읍 분지의 범곡리층군을 와읍리 응회암, 안동리 역암, 용동리 응회암, 호암리 화산각력암으로 재분류하였다.

### 와읍리 응회암
타테이와 이와오(立岩巖, 1922)는 현재의 경주시 문무대왕면 와읍리 곡저 지역에 북북동-남남서 방향으로 분포하는 지층을 최초로 와읍리 안산암질 응회암(臥邑理 安山巖質 凝灰巖, Waeupri Andesitic Tuff)으로 명명하였다. 이 지층은 회백색 내지 회갈색의 사장석 내지 흑운모 결정, 그밖의 암석의 파편을 포함한 응회암으로 분류되었다.
손문 외(2000)에 의하면 데사이트질 용결응회암과 암편질 응회암으로 구성된다. 주요 구성광물은 사장석과 흑운모이며 소량의 각섬석과 휘석을 포함한다. 이 응회암의 방사성 동위원소 절대연령은 21~22 Ma이며 피션트랙(Fission track) 연령은 저어콘과 인회석에서 각각 18.52 및 22.07 Ma로 보고되었다.
장태우 외(2007)에 의하면 문무대왕면 와읍리를 중심으로 남-북 방향으로 길쭉하게 분포하며 백색 내지 담회색을 띠는 세립의 산성 응회암이지만 가끔 암회색의 안산암질 암편과 흑운모 결정편을 포함한다. 어일 분지 장기층군의 연당 현무암과는 단층으로 접한다.

### 안동리 역암
타테이와 이와오(1922)는 현재의 경주시 문무대왕면 용동리 남동부에 분포하는 역암을 안동리 역암(安洞里 礫巖, Andongri Conglomerate)으로 명명하였다. 이 지층은 역암, 사암, 셰일로 구성되며 역(礫)은 대부분 경상 누층군의 것이다. 손문 외(2000)에 의하면 하부의 역암대와 상부의 사암대로 구분된다. 역의 성분은 분지의 기반암인 화강암과 경상 누층군 그리고 와읍리 응회암이다. 장태우 외(2007)에 의하면 남-북 방향으로 길쭉하게 분포하고 와읍리 응회암을 덮는다. 이 지층은 대부분 역암으로 구성되며 상부에는 사암과 이암이 교호하고 암상과 두께가 측방으로 변한다. 역의 성분은 주로 암회색의 석영안산암질응회암이며 화강암, 안산암, 셰일 등을 소량 포함한다.

### 용동리 응회암
타테이와 이와오(1922)는 현재의 경주시 문무대왕면 용동리 일대에 분포하는 응회암을 용동리 응회암(龍洞里 凝灰巖, Yongdongri Tuff)으로 명명하였다. 용동리 응회암은 응회암, 사암, 셰일 그리고 갈탄층으로 구성되며 식물화석을 포함한다. 손문 외(2000)에 의하면 용동리 응회암은 최하부 두께 10 m의 데사이트질 화산집괴암(集塊巖)과 그 상부의 응회질사암으로 구성된다. 장태우 외(2007)에 의하면 용동리 응회암은 와읍 분지에서 마이오세 암석 중 가장 넓게 분포하고 주로 산성의 응회암 및 라필리응회암과 쇄설성 퇴적암으로 구성된다. 와읍 분지 서남단에서 이 응회암은 국지적으로 청회색을 띠며 역암 및 사암과 교호한다. 퇴적암은 주로 역암과 사암이 교호하지만 역암이 우세하고 이암이 협재된다. 역의 종류는 혼펠스, 규장암, 사암, 석영안산암, 화강암 등이다. 이 지층에는 양질의 벤토나이트와 제올라이트 광산이 있다.

## 경계 단층
손문 외(2000)에 의한 조사 결과, 와읍 분지의 북동부는 쐐기형 반지구대를 형성하며 남서부는 대칭형 지구대를 형성한다. 와읍 분지의 북서쪽과 남동쪽 경계는 북(북)동 방향의 정단층들에 의해, 북동쪽과 남서쪽 경계는 북북서 방향의 우수향 주향이동 단층에 의해 경계되며 특히 남서쪽 경계는 연일구조선이라는 것이 확인되었다. 이 지역의 연일구조선은 최소 50 m 이상의 수직 파쇄대로 나타낸다.
이후 와읍 분지를 규제하는 경계 단층들은 단층의 위치와 자세를 기준으로 장항리 단층, 신리 단층 그리고 탑정 단층으로 명명되었다.

### 장항리 단층
장항리 단층은 와읍 분지 북서쪽, 문무대왕면 장항리에서 호암리로 이어지는 단층으로 경상 누층군 유천층군과 마이오세 범곡리층군을 접하게 하며 북동-남서 주향에 남동쪽으로 50~70°경사한다. 이 단층은 남서쪽으로 계속 연장되어 토함산 능선에 평행한 연일구조선에 연결된다. 장항리 단층에는 폭 1~30 m의 단층각력대가 발달한다. 장항리 단층의 단층비지를  장항리 우풍마을 북서 계곡과 우풍마을에서 범곡리 상범마을로 넘어가는 고개에서 각각 채취하여 칼륨-아르곤 연대 측정을 실시한 결과 25.35 및 25.62 Ma가 나왔다.

### 신리 단층
신리 단층은 와읍 분지 동쪽, 문무대왕면 와읍리 공장 마을 부근에서 와읍교 부근까지 북북동-남남서 방향으로 발달한다. 경상 누층군 유천층군과 마이오세 범곡리층군을 접하게 하며 남부에서는 또 다른 마이오세 퇴적분지인 어일 분지와의 경계를 형성한다. 이 단층은 대체로 남-북 주향에 동쪽으로 50~65°기울어 있다. 신리 단층은 어일 분지가 형성될 때 그 서쪽 경계의 정단층으로 발달하여 동쪽으로 경사하며, 압축 지구조운동 때 응력반전으로 역단층 활동을 하여 양측 분지의 지층을 접하게 하고 있다. 와읍리 신리 마을 근처에서 발견된 단층 노두는 북동 22°의 주향과 남동 64°의 경사를 보여주고 연당 현무암과 와읍리 응회암 사이에 20 cm 두께의 회색 단층비지대를 발달시키고 있다.

### 탑정 단층
탑정 단층은 와읍 분지 서남단의 문무대왕면 장항리 탑정 마을에서 동북동쪽을 향하여 달리다가 문무대왕면 와읍리 와읍교 부근에서 역이동한 신리단층에 의하여 절단된다. 이 단층은 북북서쪽으로 경사하며 와읍 분지의 남쪽 경계를 형성한다. 탑정단층은 와읍리 와읍교 부근 국도 제4호선 도로변에서 경상 누층군 유천층군과 와읍리 응회암을 접촉시키고 있는데, 북동 주향에 남동 경사를 보이며 경상 누층군 유천층군이 와읍리 응회암의 상위에 놓이는 역단층의 형태를 취한다

### 기타 단층
와읍 분지의 중앙부 문무대왕면 안동리에서 어일 분지의 어일리를 향한 대종천을 따라 북서 방향으로 큰 단층이 발달하는 것으로 추정된다. 이 단층을 경계로 북동부의 장기층군과 범곡리층군의 지층들의 분포가 절단되며, 남서 지괴가 북동 지괴에 비해 상승했을 것으로 생각된다.

## 지진
한민희 외(2016, 2017)는 울산 단층 동쪽에서 2010~2014년 사이 미소 지진활동에 대한 분석을 수행하여, 지표조사를 통해 확인된 연일구조선의 남측 분절과, 석읍 단층, 와읍 분지의 경계 단층을 따라 지진이 발생하고 있다는 사실을 밝히고 이곳을 경주 미소지진 다발지역으로 명명하였다. 석읍 단층은 연일구조선 동쪽 4 km 지역에서 연일구조선과 평행하게 달리는 북북서 주향의 단층이다. 311회의 미소 지진을 분석한 결과 지진의 깊이는 연일구조선의 남측 분절에서 8~11 km, 석읍 단층에서 11~12 km, 와읍 분지에서 6~14 km에 이르는 것으로 분석되었다. 그리고 이 지역의 지하에 최소 4개 이상의 지하단층이 존재한다는 사실이 밝혀졌다.
2023년 경주 지진은 와읍 분지의 남동쪽 경계 단층인 탑정 단층 가까이서 발생하였다. 지진의 진앙은 문무대왕면 입천리에 해당하는 북위 35.791°, 동경 129.422°지점으로 진앙지 바로 북쪽에 탑정 단층이 지난다.

## 같이 보기
- 한국의 지질
- 경주시의 지질
- 울산광역시의 지질
- 포항시의 지질/포항 분지
- 정자 분지
- 연일구조선
- 마이오세
- 2023년 경주 지진